# Michael Porter Jr.
Michael Lamar Porter Jr. (Indianapolis, 29 juni 1998) is een Amerikaans basketballer die sinds 2025 als small forward speelt voor de Brooklyn Nets.

## Carrière
Porter Jr. speelde collegebasketbal voor de Missouri Tigers tijdens het seizoen 2017/18. Als gevolg van blessures speelde Porter Jr. slechts 3 wedstrijden in het collegebasketbal. Hij stelde zich in 2018 toch beschikbaar voor de NBA draft. Aanvankelijk werd Porter Jr. genomend als een mogelijke "first pick" in de NBA draft, maar omwille van zijn blessures werd hij slechts als 14e gekozen in de eerste ronde door de Denver Nuggets. Op 3 juli 2018 tekende Porter een contract voor 4 seizoenen bij de Nuggets, maar op 19 juli 2018 maakten de Nuggets al bekend dat Porter het ganse seizoen zou missen als gevolg van een tweede rugoperatie.
Op 31 oktober 2019 maakte Porter dan zijn NBA-debuut tijdens een wedstrijd tegen de New Orleans Pelicans. Hij was meteen goed voor 15 punten en 4 rebounds. Aanvankelijk werd Porter uitgespeeld als bankzitter, maar op 29 december 2019 mocht voor het eerst aantreden als basisspeler. Vanaf het seizoen 2020/21 groeide Porter uit tot een vaste waarde in het startende vijftal van de Denver Nuggets. Als gevolg van zijn goede prestaties tekende Porter op 27 september 2021 een nieuw contract voor 5 seizoenen. In het seizoen 2021/22 speelde Porter slechts 9 wedstrijden waarna hij de rest van het seizoen moest missen als gevolg van een derde rugoperatie.
Met Denver behaalde Porter zijn eerste NBA-titel dankzij winst in de finale tegen de Miami Heat in het seizoen 2022/23. Porter Jr. sloot het seizoen 2023/24 af met 220 driepunters, een record in de geschiedenis van de Denver Nuggets. Op 1 juli 2025 werd Porter en een toekomstige draftkeuze in 2032 tegen Cam Johnson geruild naar de Brooklyn Nets.

## Erelijst
- NBA-kampioen: 2023

## Statistieken
| Legenda | Legenda                | Legenda | Legenda                 | Legenda | Legenda               |
| ------- | ---------------------- | ------- | ----------------------- | ------- | --------------------- |
| WG      | Wedstrijden gespeeld   | WS      | Wedstrijden als starter | MPW     | Minuten per wedstrijd |
| FG%     | Fieldgoal-percentage   | 3P%     | Drie-punterpercentage   | VW%     | Vrije-worppercentage  |
| RPW     | Rebounds per wedstrijd | APW     | Assists per wedstrijd   | SPW     | Steals per wedstrijd  |
| BPW     | Blocks per wedstrijd   | PPW     | Punten per wedstrijd    | Vet     | Hoogste in carrière   |

### Regulier NBA-seizoen
| Seizoen  | Team           | WG  | WS  | MPW  | FG%  | 3P%  | FW%  | RPW | APW | SPW | BPW | PPW  |
| -------- | -------------- | --- | --- | ---- | ---- | ---- | ---- | --- | --- | --- | --- | ---- |
| 2019/20  | Denver Nuggets | 55  | 8   | 16,4 | 50,9 | 42,2 | 83,3 | 4,7 | 0,8 | 0,5 | 0,5 | 9,3  |
| 2020/21  | Denver Nuggets | 61  | 54  | 31,3 | 54,2 | 44,5 | 79,1 | 7,3 | 1,1 | 0,7 | 0,9 | 19,0 |
| 2021/22  | Denver Nuggets | 9   | 9   | 29,5 | 35,9 | 20,8 | 55,6 | 6,6 | 1,9 | 1,1 | 0,2 | 9,9  |
| 2022/23  | Denver Nuggets | 62  | 62  | 29,0 | 48,7 | 41,4 | 80,0 | 5,5 | 1,0 | 0,6 | 0,5 | 17,4 |
| 2023/24  | Denver Nuggets | 81  | 81  | 31,7 | 48,4 | 39,7 | 83,6 | 7,0 | 1,5 | 0,5 | 0,7 | 16,7 |
| 2024/25  | Denver Nuggets | 77  | 77  | 33,7 | 50,4 | 39,5 | 76,8 | 7,0 | 2,1 | 0,6 | 0,5 | 18,2 |
| Carrière | Carrière       | 345 | 291 | 29,1 | 50,0 | 40,6 | 79,5 | 6,4 | 1,4 | 0,6 | 0,6 | 16,2 |

### NBA-playoffs
| Seizoen  | Team           | WG | WS | MPW  | FG%  | 3P%  | FW%  | RPW | APW | SPW | BPW | PPW  |
| -------- | -------------- | -- | -- | ---- | ---- | ---- | ---- | --- | --- | --- | --- | ---- |
| 2019/20  | Denver Nuggets | 19 | 3  | 23,7 | 47,6 | 38,2 | 74,3 | 6,7 | 0,8 | 0,7 | 0,3 | 11,4 |
| 2020/21  | Denver Nuggets | 10 | 10 | 33,2 | 47,4 | 39,7 | 81,0 | 6,2 | 1,3 | 1,1 | 0,3 | 17,4 |
| 2022/23  | Denver Nuggets | 20 | 20 | 32,6 | 42,3 | 35,1 | 79,3 | 8,1 | 1,6 | 0,5 | 0,6 | 13,4 |
| 2023/24  | Denver Nuggets | 12 | 12 | 36,9 | 46,6 | 40,7 | 76,9 | 6,8 | 1,1 | 0,9 | 0,8 | 15,8 |
| 2024/25  | Denver Nuggets | 14 | 14 | 31,1 | 39,2 | 34,3 | 71,4 | 5,5 | 0,6 | 0,6 | 0,4 | 9,1  |
| Carrière | Carrière       | 75 | 59 | 30,9 | 44,6 | 37,4 | 76,8 | 6,8 | 1,1 | 0,7 | 0,5 | 13,0 |

0 Braun ·
1 Porter ·
5 Caldwell-Pope ·
6 Jordan ·
7 Jackson ·
8 Watson ·
10 White ·
11 Brown ·
13 Bryant ·
14 Smith ·
15 Jokić ·
21 Gillespie ·
22 Nnaji ·
27 Murray ·
31 Čančar ·
32 Green ·
50 Gordon ·
Coach Malone